# Lesley Head
Lesley Head, née le 11 septembre 1957 est une géographe australienne spécialisée dans les relations entre l'être humain et son environnement. Elle est active dans les débats géographiques sur la relation entre l'humain et la nature, en utilisant des concepts et des méthodes d'analyse issus de la géographie physique, de l'archéologie et de la géographie culturelle. Elle est professeure émérite à l'université de Melbourne depuis 2021.

## Biographie
Lesley Head naît le 11 septembre 1957 et grandit dans la banlieue de Melbourne en Australie. Elle soutient son doctorat à l'université Monash de Melbourne. Elle travaille ensuite dans la fonction publique pendant deux ans, puis comme tutrice à Monash avant de se voir proposer un poste de maîtresse de conférence puis de professeure de géographie à l'université de Wollongong. Elle y travaille durant 28 ans, avec un passage comme cheffe du département. Elle dirige un temps le Centre australien de recherche sur l'environnement culturel et l'Institut des géographes australiens.
De 2005 à 2006, elle est professeure en sciences de l'environnement invitée par le roi Carl XVI Gustaf (en) à université de Kristianstad (en) en Suède.
En 2016, elle déménage à Melbourne pour présider l'École de géographie de l'université de Melbourne ; elle devient professeure émérite en 2021 lorsque l'école est dissoute et fusionnée.

### Engagement
Elle a présidé le Comité national de géographie de l'Académie australienne des sciences. En 2021, elle est élue présidente de l'Académie australienne des sciences humaines (en).
Elle est connue pour son soutien et ses conseils auprès des femmes dans le milieu universitaire.

## Travaux

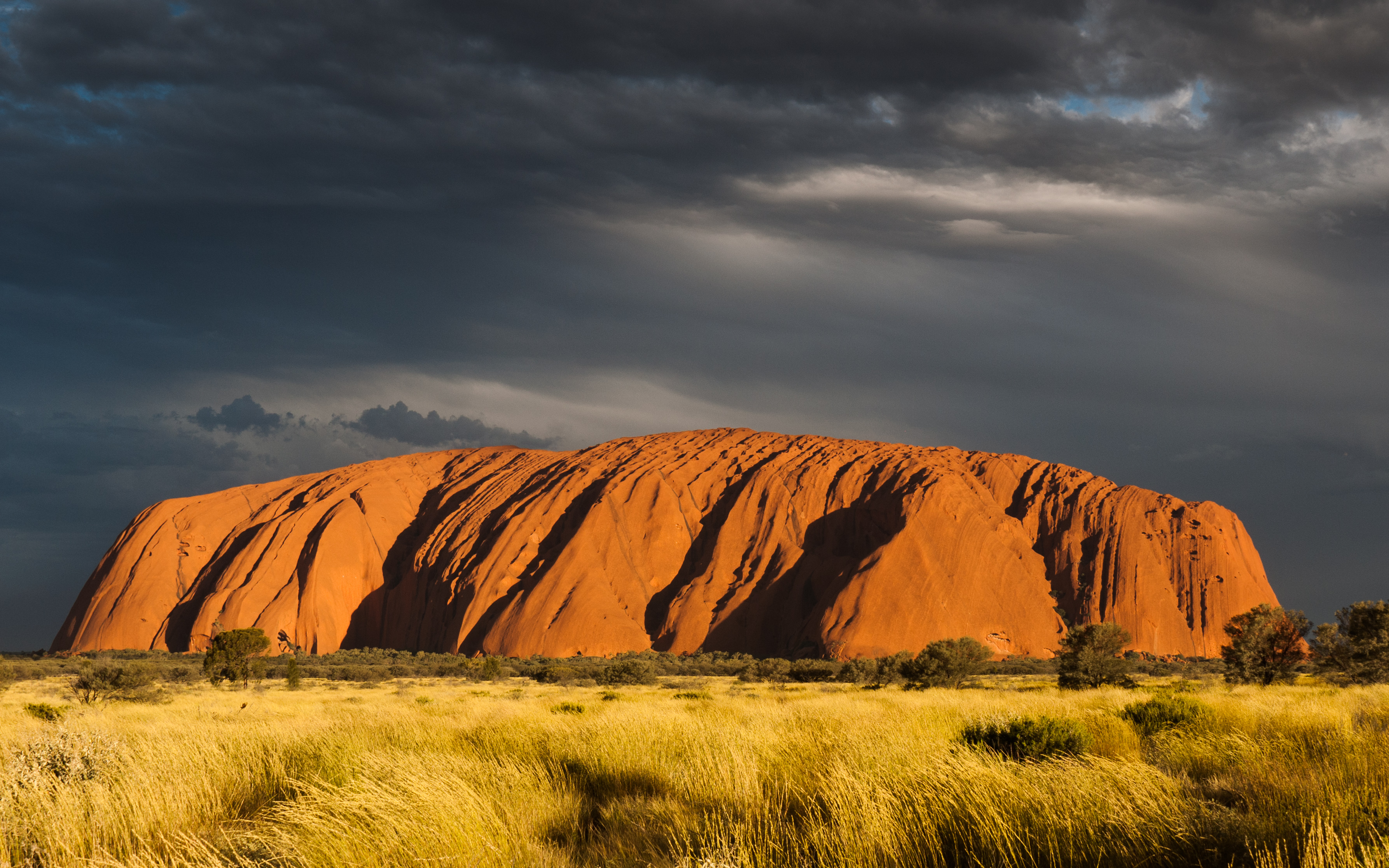
Uluru/Ayers Rock est un symbole de l'Australie et un lieu sacré aborigène.

Lesley Head commence sa carrière de chercheuse en utilisant la paléoécologie et l'archéologie pour étudier les changements à long terme du paysage australien. Ses recherches montrent la tension entre d'une part une volonté de l'être humain de se rapprocher d'un paysage naturel, alors que de par l'action humaine depuis la préhistoire, ce concept est inexistant. Elle rappelle combien dans la pensée occidentale, la différence entre nature et culture est ancrée, que l'on retrouve dans plusieurs concepts de géographie, comme « systèmes socio-écologiques ». Elle s'est ensuite davantage intéressée aux relations humain-environnement et s'est tournée sur l'utilisation des terres aborigènes et leur gestion de l'eau,,. Lesley Head revient sur le mythe colonisateur et de pureté des aborigènes, montrant au contraire que leur mise en valeur de l'espace a été sous-estimée, ce qui a ouvert la voie à la pensée d'une terre vide à accaparer,. Pour elle, ce concept de « seconde nature » perdure dans les parcs nationaux ou la place accordée actuellement aux aborigènes en Australie. Dans ce prolongement des apports des cultures aborigènes, ses recherches portent également sur la sécheresse, les feux en Australie où elle montre les impacts du changement climatique, rejetant comme seule origine le climat australien,,.
Elle s'est ensuite centrée sur les relations entre les humains et les plantes, comme les jardins potagers,. Elle s'intéresse ensuite aux questions de durabilité et de changement climatique à travers le concept d'anthropocène, où nous vivons, pour elle, tout en étant dans un « déni collectif » sur son existence. Dans une étude, elle s'intéresse à l'état émotionnel des scientifiques travaillant sur le changement climatique, notant leur anxiété, les insultes et menaces reçues et en même temps la haute qualité attendue sur leurs travaux.

## Hommages et récompenses
- Médaille Vega de la Société suédoise d'anthropologie et de géographie en 2015[18] ;
- Boursier lauréat du Conseil australien de la recherche (en) de 2010 à 2014[19] ;
- Membre de Académie des sciences sociales en Australie (en) depuis 2011[20] ;
- Membre de l'Académie australienne des sciences humaines (en) depuis 2004[21].

## Publications
- Lesley Head, Hope and grief in the Anthropocene : re-conceptualising human-nature relations [« Espoir et deuil dans l'Anthropocène : Re-conceptualiser les relations entre l'homme et la nature »], 2016 (ISBN 978-1-317-57643-3, 1-317-57643-8 et 978-1-315-73933-5, OCLC 940501705, lire en ligne)
- Jennifer Atchison, Alison Gates et Lesley Head, Ingrained : a human bio-geography of wheat [« Une bio-géographie humaine du blé »], Ashgate, 2012 (ISBN 978-1-4094-3788-8, 1-4094-3788-4 et 978-1-315-58854-4, OCLC 796383899, lire en ligne)
- Pat Muir et Lesley Head, Backyard : nature and culture in suburban Australia [« Arrière-cour. Nature et culture dans la banlieue australienne »], University of Wollongong Press, 2007 (ISBN 978-1-920831-51-6 et 1-920831-51-7, OCLC 184885849, lire en ligne)
- Lesley Head, Cultural landscapes and environmental change [« Paysages culturels et changements environnementaux »], Arnold, 2000 (ISBN 0-340-73113-3, 978-0-340-73113-0 et 0-340-73114-1, OCLC 44563053, lire en ligne)
- Lesley Head, Second nature : the history and implications of Australia as Aboriginal landscape [« Seconde nature. L'histoire et les implications de l'Australie en tant que paysage aborigène »], Syracuse University Press, 2000 (ISBN 0-585-29376-7 et 978-0-585-29376-9, OCLC 45731372, lire en ligne)
- Carol Farbotko, Nicholas James Gill, Lesley Head et Gordon Waitt, Household sustainability : challenges and dilemmas in everyday life [« Viabilité des ménages : défis et dilemmes de la vie quotidienne »], 2013 (ISBN 978-1-78100-620-7, 1-78100-620-2 et 978-1-78254-506-4, OCLC 827951921, lire en ligne)
- Lesley Head, Katarina Saltzman, Gunhild Setten et Marie Stenseke, Nature, temporality and environmental management : Scandinavian and Australian perspectives on peoples and landscapes [« Nature, temporalité et gestion de l'environnement : perspectives scandinaves et australiennes sur les hommes et les paysages »], 2020 (ISBN 978-0-367-66815-0 et 0-367-66815-7, OCLC 1198589090, lire en ligne)
- Lesley Head, Jennifer Atchison, Catherine Phillips et Kathleen Buckingham, Vegetal politics belonging, practices and places [« Politiques végétales : appartenances, pratiques et lieux »], 2017 (ISBN 978-1-138-20465-2, 1-138-20465-X et 978-1-138-93575-4, OCLC 1331557895, lire en ligne)